# Кленденін (Західна Вірджинія)
Кленденін (англ. Clendenin) — місто (англ. town) в США, в окрузі Кенова штату Західна Вірджинія. Населення — 854 особи (2020).

## Географія
Кленденін розташований за координатами 38°29′4″ пн. ш. 81°21′5″ зх. д. / 38.48444° пн. ш. 81.35139° зх. д. (38.484469, -81.351512).  За даними Бюро перепису населення США в 2010 році місто мало площу 3,92 км², з яких 3,73 км² — суходіл та 0,18 км² — водойми.

## Демографія
Згідно з переписом 2010 року, у місті мешкало 1227 осіб у 524 домогосподарствах у складі 335 родин. Густота населення становила 313 особи/км².  Було 576 помешкань (147/км²).
Расовий склад населення:
| - 98,7 % — білих - 0,3 % — азіатів - 0,2 % — чорних або афроамериканців |

До двох чи більше рас належало 0,7 %. Частка іспаномовних становила 0,1 % від усіх жителів.
За віковим діапазоном населення розподілялося таким чином: 21,7 % — особи молодші 18 років, 59,6 % — особи у віці 18—64 років, 18,7 % — особи у віці 65 років та старші. Медіана віку мешканця становила 43,5 року. На 100 осіб жіночої статі у місті припадало 99,2 чоловіків;  на 100 жінок у віці від 18 років та старших — 98,6 чоловіків також старших 18 років.
Середній дохід на одне домашнє господарство  становив 53 687 доларів США (медіана — 42 461), а середній дохід на одну сім'ю — 65 615 доларів (медіана — 53 393). За межею бідності перебувало 12,6 % осіб, у тому числі 19,5 % дітей у віці до 18 років та 17,0 % осіб у віці 65 років та старших.
Цивільне працевлаштоване населення становило 385 осіб. Основні галузі зайнятості: освіта, охорона здоров'я та соціальна допомога — 28,8 %, будівництво — 15,1 %, фінанси, страхування та нерухомість — 10,4 %, публічна адміністрація — 9,6 %.